# بنجامين بي. ويلسون
بنجامين بي. ويلسون (11 ديسمبر 1879 في المملكة المتحدة - 14 سبتمبر 1957) (بالإنجليزية: Benjamin Wilson)‏ هو لاعب كريكت بريطاني (وحمل سابقاً جنسية المملكة المتحدة لبريطانيا العظمى وأيرلندا). لعب مع نادي مقاطعة يوركشاير للكريكت ‏.

## وصلات خارجية
- بنجامين بي. ويلسون على موقع إي آس بي آن كريك إنفو (الإنجليزية)